# Boethus forresti
Boethus forresti là một loài tò vò trong họ Ichneumonidae.